# Femi Olujobi
Olufemi Anthony Olujobi, né le 5 mars 1996 à Brentwood, New York, est un joueur américain de basket-ball évoluant au poste d'ailier fort.

## Biographie

### Carrière universitaire
Entre 2014 et 2016, il joue pour les Golden Grizzlies (en) de l'université d'Oakland.
Entre 2017 et 2018, il intègre les Aggies de l'université agricole et technique d'État de Caroline du Nord.
Entre 2018 et 2019, il joue pour les Blue Demons de l'université DePaul.

### Carrière professionnelle

#### Panevėžio Lietkabelis (2019-fév. 2020)
Le 20 juin 2019, automatiquement éligible à la draft NBA 2019, il n'est pas sélectionné.
Durant l'été, il signe son premier contrat professionnel en Lituanie avec le Lietkabelis.

#### MZT Skopje (fév. 2020-2021)
Le 13 février 2020, il part en Macédoine où il signe au MZT Skopje.

#### ESSM Le Portel (2021-2022)
Le 13 juillet 2021, il arrive en France et signe avec l'ESSM Le Portel, club de première division.

## Statistiques
Gras = ses meilleures performances

### Universitaires
| Saison        | Équipe             | Matchs | Titul. | Min./m | % Tir | % 3pts | % LF | Rbds/m. | Pass/m. | Int/m. | Ctr/m. | Pts/m. |
| ------------- | ------------------ | ------ | ------ | ------ | ----- | ------ | ---- | ------- | ------- | ------ | ------ | ------ |
| 2014-2015     | Oakland (en)       | 26     | 8      | 9,2    | 37,5  | 0,0    | 48,1 | 1,62    | 0,38    | 0,08   | 0,12   | 1,65   |
| 2015-2016     | Oakland            | 28     | 1      | 6,6    | 38,2  | 0,0    | 46,7 | 1,54    | 0,21    | 0,04   | 0,11   | 1,18   |
| 2017-2018     | North Carolina A&T | 32     | 28     | 31,9   | 53,6  | 29,0   | 77,6 | 7,66    | 1,16    | 0,44   | 0,69   | 16,34  |
| 2018-2019     | DePaul             | 36     | 25     | 26,5   | 60,1  | 42,4   | 69,8 | 5,44    | 0,97    | 0,56   | 0,31   | 12,78  |
| Carrière NCAA | Carrière NCAA      | 122    | 62     | 19,6   | 54,5  | 30,2   | 70,9 | 4,31    | 0,72    | 0,30   | 0,32   | 8,68   |

## Palmarès
- Champion de Macédoine du Nord (2021)
- Vainqueur de la coupe de Macédoine (2021)